# Saison 1 de Liv et Maddie
 (février 2014).
Chronologie
Saison 2
Cet article présente les épisodes de la première saison de la série télévisée américaine Liv et Maddie.

## Distribution de la saison

### Acteurs principaux
- Dove Cameron : Olivia « Liv » et Madison « Maddie » Rooney
- Joey Bragg : Joey Rooney
- Tenzing Norgay Trainor : Parker Rooney
- Kali Rocha : Karen Rooney
- Benjamin King : Pete Rooney

### Acteurs récurrents et invités
- Jessica Marie Garcia : Willow
- Ryan McCartan : Diggie
- Cozi Zuehlsdorff (en) : Océane
- Allen Alvarado : Skippy Ramiez
- Kurt Long : Johnny Nimbus

## Production
Andy Fickman a réalisé tous les épisodes.
La série a été renouvelée pour une quatrième saison qui n'a malheureusement reçu que 4 sur 50 selon les critiques : jugeant le niveau bas par rapport aux 3 précédente. Disney Channel a donc décidé d'arrêter le massacre.

## Épisodes

### Épisode 1:Les Jumelles Rooney
- États-Unis : 19 juillet 2013 sur Disney Channel
- France  Suisse  Belgique : 7 janvier 2014 en avant-première sur Disney Channel

- États-Unis : 5,779 millions de téléspectateurs[1]

- Ryan McCartan (Diggie)

### Épisode 2:Deux capitaines à bord
- États-Unis : 15 septembre 2013 sur Disney Channel
- France  Suisse  Belgique : 22 janvier 2014 sur Disney Channel France

- États-Unis : 3,6 millions de téléspectateurs

- Jessica Marie Garcia (Williow)
- Bridgette Shergalis (Stains)
- Amanda Misquez (Cassie)
- Larry Miller (Le principal Fickman)

### Épisode 3:Une soirée chez les Rooney
- États-Unis : 22 septembre 2013 sur Disney Channel
- France  Suisse  Belgique : 29 janvier 2014 sur Disney Channel France

- États-Unis : 3 millions de téléspectateurs

- Jessica Marie Garcia (Williow)
- Carter Hastings (Evan)
- Zack Ward Mike

### Épisode 4:Mauvaise fréquentation
- États-Unis : 29 septembre 2013 sur Disney Channel
- France  Suisse  Belgique : 5 février 2014 sur Disney Channel France

- États-Unis : 2,94 millions de téléspectateurs

- Cozi Zuehlsdorff (Océane)
- Samm Levine (Chambers)
- Anne Winters (Kylie)
- Claudia Choi (Kiosque Lady)
- Darlene Kardon (Eleanor)

Liv essaye de se faire de nouvelles amies et apprend que Maddie a demandé à Océane (Cozi Zuehlsdorff) de devenir son amie. Liv, vexée, devient amie avec Kylie (Anne Winters). Maddie la prévient en lui disant que Kylie a une mauvaise influence. Kylie fait voler des lunettes à Liv, Maddie intervient et se fait prendre par le garde du magasin. Pour punir Maddie, Karen l'oblige à ne pas jouer le match contre les Corbeaux, Liv avoue tout.

### Épisode 5:Le Bal d'Halloween
- États-Unis : 6 octobre 2013 sur Disney Channel
- France  Suisse  Belgique : 18 octobre 2014 sur Disney Channel

- États-Unis : 3,18 millions de téléspectateurs

- Ryan McCartan (Diggie)
- Cozi Zuehlsdorff (Océane)
- Gabrielle Elyse (Skyler)

### Épisode 6:Le Chéri de Liv
- États-Unis : 13 octobre 2013 sur Disney Channel
- France  Suisse  Belgique : 12 février 2014 sur Disney Channel France

- États-Unis : 2,91 millions de téléspectateurs

- Connor Weil (Miller White)
- Allen Alvarado (Skippy Raminez)

### Épisode 7:Double bénévolat
- États-Unis : 3 novembre 2013 sur Disney Channel
- France  Suisse  Belgique : 19 février 2014 sur Disney Channel France

- États-Unis : 3,32 millions de téléspectateurs

- Ryan McCartan (Diggie)
- Allen Alvarado (Skippy Raminez)
- Dennis Cockrum (Baxter Fontanel)
- Jill Basey (Janet Budge)

### Épisode 8:Remue-Méninges
- États-Unis : 10 novembre 2013 sur Disney Channel
- France  Suisse  Belgique : 26 février 2014 sur Disney Channel France

- États-Unis : 3,01 millions de téléspectateurs

### Épisode 9:Un anniversaire pour deux
- États-Unis : 24 novembre 2013 sur Disney Channel
- France  Suisse  Belgique : 5 mars 2014 sur Disney Channel France

- États-Unis : 3,27 millions de téléspectateurs

### Épisode 10:Illuminations de Noël
- États-Unis : 1er décembre 2013 sur Disney Channel
- France  Suisse  Belgique : 19 mars 2014 sur Disney Channel France

- États-Unis : 3,11 millions de téléspectateurs

### Épisode 11:Échange de Rooney
- États-Unis : 17 janvier 2014 sur Disney Channel
- France  Suisse  Belgique : 19 mars 2014 sur Disney Channel France

- États-Unis : 3,18 millions de téléspectateurs

### Épisode 12:Match en famille
- États-Unis : 26 janvier 2014 sur Disney Channel
- France  Suisse  Belgique : 26 mars 2014 sur Disney Channel France

- États-Unis : 2,63 millions de téléspectateurs

### Épisode 13:On déménage
- États-Unis : 9 février 2014 sur Disney Channel
- France  Suisse  Belgique : 2 avril 2014 sur Disney Channel France

- États-Unis : 2,72 millions de téléspectateurs

### Épisode 14:Le Loup-garou de l'espace
- États-Unis : 9 mars 2014 sur Disney Channel
- France  Suisse  Belgique : date inconnue

- États-Unis : 2,12 millions de téléspectateurs

### Épisode 15:Une maman formidable
- États-Unis : 16 mars 2014 sur Disney Channel
- France  Suisse  Belgique : date inconnue

- États-Unis : 2,42 millions de téléspectateurs

### Épisode 16:Les Escarpins Magiques
- États-Unis : 16 mars 2014 sur Disney Channel
- France  Suisse  Belgique : date inconnue

- États-Unis : 2,13 millions de téléspectateurs

### Épisode 17:Hurlement sauvage
- États-Unis : 16 mars 2014 sur Disney Channel
- France  Suisse  Belgique : date inconnue

- États-Unis : 2,15 millions de téléspectateurs

- Laura Marano : Sauvage
- Kel Mitchell : Q-Pop
- Ryan McCartan : Diggie

### Épisode 18:5 ans avant
- États-Unis : 4 mai 2014 sur Disney Channel
- France  Suisse  Belgique : 15 juin 2014 sur Disney Channel France

- États-Unis : 1,84 million de téléspectateurs

- Abby Chapman : Maddie (10 ans)
- Tate Chapman : Liv (10 ans)
- Gianni Decenzo : Joey (9 ans)

### Épisode 19:Petit ami
- États-Unis : 22 juin 2014 sur Disney Channel
- France  Suisse  Belgique : 7 septembre 2014 sur Disney Channel France

### Épisode 20:Une nouvelle carrière pour Liv
- États-Unis : 29 juin 2014 sur Disney Channel
- France  Suisse  Belgique : date inconnue sur Disney Channel France

- États-Unis : 1,97 million de téléspectateurs

### Épisode 21:Les Cascades d'un film
- États-Unis : 27 juillet 2014 sur Disney Channel
- France  Suisse  Belgique : date inconnue sur Disney Channel France